# Ligne de tramway 4 (SNCV Groupe de Tournai)
Pour les articles homonymes, voir Ligne 4.
La ligne 4 est une ancienne ligne de tramway du Groupe de Tournai de la Société nationale des chemins de fer vicinaux (SNCV) qui a fonctionné entre le 25 juin 1911 et le 26 avril 1952.

## Histoire
La ligne est mise en service en traction vapeur le 25 juin 1911 entre la gare de Tournai et la frontière à Hertain (nouvelles sections du capital 95 Tournai Pont de Fer - Hertain Frontière via la Grand-Place et Tournai Rond-Point - Tournai Porte de Lille, cette dernière ne servant que de voie de service). L'exploitation est confiée à la SA des Tramways urbains et vicinaux (TUV),.
La retraite allemande en octobre 1918 entraine la destruction de nombreux ponts sur l'Escaut dont les ponts Delwart et de Fer à Tournai entrainant la suspension du service qui ne reprend qu'au 1er octobre 1920, le pont de Fer n'étant pas reconstruit, la ligne est déviée par le pont Delwart, le Ron-Point et le boulevard de ceinture jusqu'à la porte de Lille,.
En 1920, la SNCV reprend l'exploitation de la ligne.
En septembre 1925, la reconstruction du pont de Fer permet à la ligne de desservir à nouveau la Grand-Place, le sens de circulation sera modifié par la suite et la ligne n'y passera plus que dans le sens Hertain - Tournai, la ligne passant en sens contraire par le pont Delwart, le Rond-Point et le boulevard de ceinture jusqu'à la porte de Lille.
Le 10 septembre 1932, a lieu l'inauguration de la traction électrique sur la ligne par l'électrification de la section Tournai Grand-Place (église Saint-Quentin) - Hertain Frontière entrainant par la même occasion le retour de la circulation dans les deux sens par la Grand-Place,.
Le 5 février 1933, la ligne se voit attribuer l'indice H puis en 1936 elle reçoit le numéro 4.
La destruction le 19 mai 1940 des ponts sur l'Escault dont le pont de Fer entraine la fermeture à tout trafic de la section Tournai Pont de Fer - Porte de Lille par la Grand-Place, la ligne est à nouveau déviée par le Rond-Point et le boulevard de ceinture jusqu'à la porte de Lille,.
La ligne est supprimée le 26 avril 1952 en même temps que les autres lignes électriques du groupe de Tournai et la ligne 399 entrainant la fermeture à tout-trafic de la section Tournai Gare - Pont Delwart via la rue Royale et le quai Dumon, le tramway est remplacé par une  ligne d'autobus sous le même indice. Ses voies restent néanmoins utilisées pour le trafic fret jusqu'au 25 mars 1954 où le trafic fret cesse sur la ligne (ainsi que sur les anciennes lignes électriques de Tournai et la ligne 399), entrainant la fermeture à tout trafic de la section Tournai Rond-Point - Hertain Frontière,.

## Infrastructure

### Dépôts et stations
Autres dépôts utilisés par la ligne situés sur le reste du groupe : Tournai.

## Exploitation

### Horaires
Tableaux :
- 404A en 1931, numéro et tableau partagés à partir du 31 décembre 1932 avec la ligne 404B Tournai Station-État - Tournai Grand-Place[9].
- 671 en 1950[10].